# 乌鲁纽埃拉
乌鲁纽埃拉，是西班牙拉里奥哈自治区的一个市镇。总面积11平方公里，总人口781人（2001年），人口密度71人/平方公里。